# Iboyella cubensis
Iboyella cubensis is een eenoogkreeftjessoort uit de familie van de Epacteriscidae. De wetenschappelijke naam van de soort is voor het eerst geldig gepubliceerd in 2003 door Boxshall & Jaume.